# Sunthorn Phu
Sunthnorn Phu (Bangkok, 26 giugno 1786 – 1855) è stato un poeta thailandese.

## Biografia
Vissuto sotto il Regno di Rattanakosin, in uno dei periodi più floridi della storia del suo paese e non solo a livello letterario, scrisse una gran quantità di poesie epiche popolari, oggi adattate anche a film, fumetti, canzoni e che costituiscono un patrimonio letterario notevole riconosciuto anche dall'UNESCO. Nella sua opera poetica scaturisce spesso la  descrizione della storia thailandese, caratterizzata da personaggi che interagiscono in armonia.
Nel 1979 è stata creata la prima e unica pellicola animata del cinema thailandese, The Adventure of Sudsakorn, basata su un personaggio di Phra Aphai Mani, diretta da Payut Ngaokrachang, con una versione del racconto rielaborata nel 2006. Oggi in Thailandia la figura di Sunthorn Phu è molto celebrata: il 26 giugno di ogni anno, anniversario della sua nascita, si celebra il Sunthorn Phu day,  con la rievocazione, tra l'altro, delle sue più note poesie.